# .km
.km este un domeniu de Internet de nivel superior, pentru Insulele Comore (ccTLD).